# 호평동

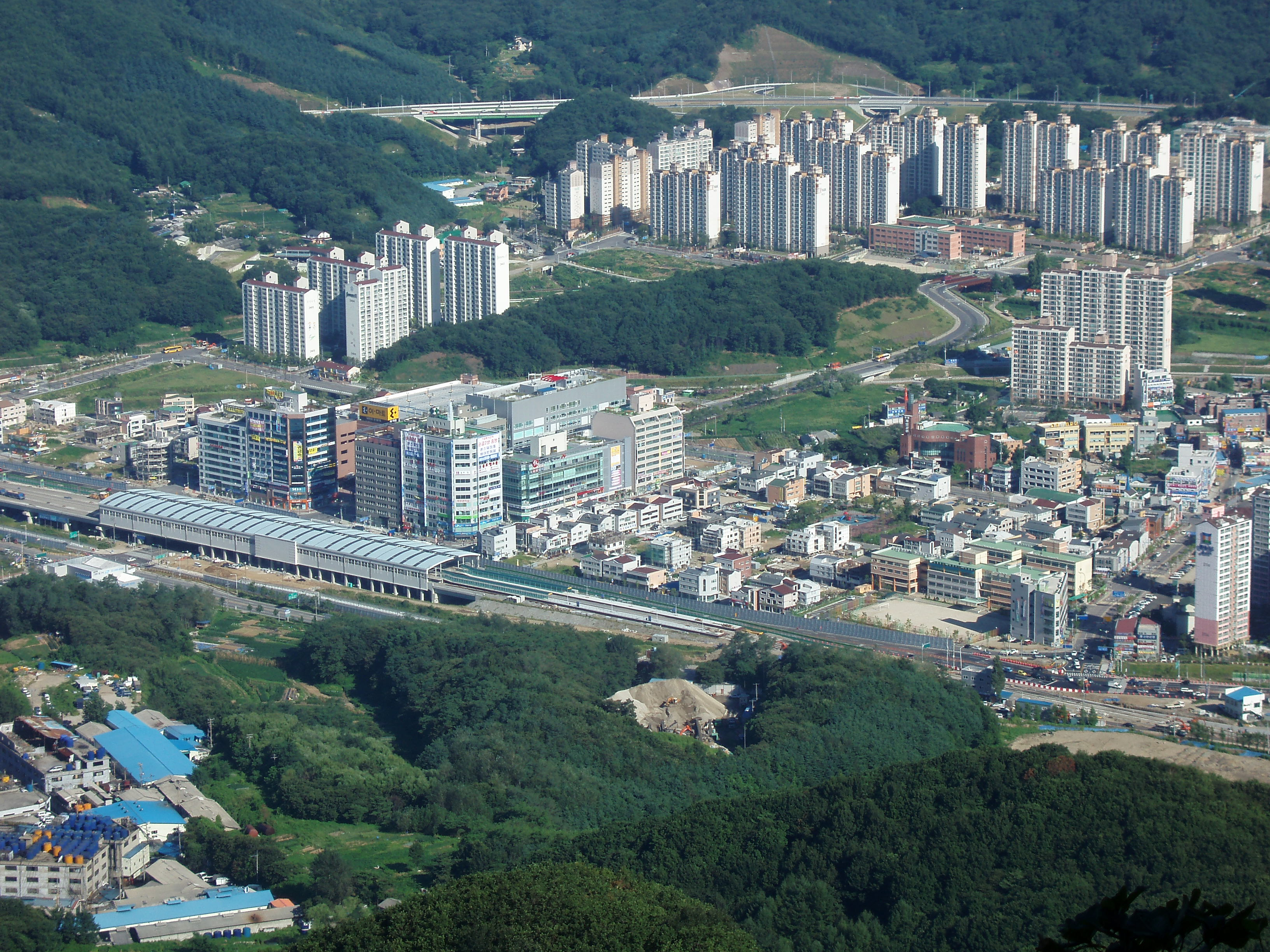
평내호평역까지 평내동이고 그 뒤에 있는 건물부터 호평동의 모습이다. 2010년 이전 사진으로 추정된다. 2025년 기준으로 개발이 추가로 진행되어있다.

호평동(好坪洞)은 대한민국 경기도 남양주시에 있는 동이다.

## 개요
호평동은 남양주시에 위치한 행정동이자 법정동이다. 
남쪽으로는 평내호평역 북쪽도로를 경계로 평내동이 있고, 북쪽으로는 천마산을 기준으로 오남읍과 접하고 있으며 동쪽으로는 마치고개 너머로 화도읍과 접하고 있다.  

## 역사
- 조선시대 : 양주군 상도면 호만마을,지사마을,평동마을
- 1914년 04월 01일 양주군 미금면 호평리[1](조선총독부령 제111호)
- 1979년 05월 01일 양주군 미금읍 호평리 (대통령령 제9409호)
- 1980년 04월 01일 남양주군 미금읍 호평리 (법률 제3169호)
- 1989년 01월 01일 미금시 호평동(4통)
- 1995년 05월 01일 남양주시 호평동(법률 제4774호)
- 2016년 01월 04일 호평·평내 행정복지센터 개청하였다.

## 주요기관

### 관공서
- 호평체육문화센터
- 호평도서관
- 남양주경찰서 호평파출소
- 호평·평내행정복지센터
- 공영주차장관제센터
- 경기북부의료원(2030년 예타 예정)

.

### 교육시설
- 평동초등학교
- 호평초등학교
- 구룡초등학교
- 판곡초등학교
- 판곡중학교
- 호평중학교
- 호평고등학교
- 판곡고등학교
- 하랑초중학교

## 아파트
| 단지명                              | 건설사          | 시행사          | 주소          | 입주        | 비고     |
| ----------------------------------- | --------------- | --------------- | ------------- | ----------- | -------- |
| 호평마을 13단지 중흥S-클래스 1차    | 중흥종합건설㈜  | 중흥건설산업㈜  | 늘을3로 65-26 | 2005년 2월  |          |
| 호평마을 19단지 중흥S-클래스 로하스 | (합)중흥주택    | (합)중흥주택    | 호평로 149    | 2006년 11월 |          |
| 호평마을 11단지 아이파크            | 현대산업개발    | 현대산업개발    | 늘을3로 11    | 2004년 10월 |          |
| 호평마을 12단지 대주파크빌          | 대주건설㈜      | 엔에이건설㈜    | 늘을2로 90-39 | 2004년 12월 |          |
| 호평마을 14단지 신명스카이뷰 하트   | 신명주택건설㈜  | 신명닛시건설㈜  | 늘을2로 90-36 | 2006년 6월  |          |
| 호평마을 24단지 우미린              | ㈜우미토건      | ㈜우미종합건설  | 호평로 9      | 2004년 12월 | 분양전환 |
| 호평마을 20단지 주공                | 대명건설㈜      | 대한주택공사    | 늘을1로 31    | 2006년 4월  | 국민임대 |
| 호평마을 23단지 주공                | 거림건설㈜      | 대한주택공사    | 늘을1로 285   | 2004년 7월  | 국민임대 |
| 호평마을 18단지 한라비발디          | 한라건설㈜      | 한라건설㈜      | 늘을1로 270   | 2005년 11월 |          |
| 호평마을 17단지 동원로얄듀크        | 동원개발        | 동원개발        | 호평로 93     | 2005년 7월  |          |
| 호평마을 15단지 꿈에그린            | 한화㈜ 건설부문 | 한화㈜ 건설부문 | 늘을3로 71    | 2005년 11월 |          |
| 호평마을 21단지 금강                | ㈜금강주택      | ㈜금강주택      | 호평로 90     | 2004년 10월 |          |
| 호평마을 22단지 해링턴플레이스      | ㈜효성          | ㈜효성          | 호평로 118    | 2004년 9월  |          |

## 교통
도로
- 국도

신경춘로 (국도 제46호선)
- 남양주시 관할도로(구 국도)

경춘로
고속화도로
- 수석호평도시고속화도로

철도
한국철도공사
- 경춘선 : 평내호평역(평내동)

버스
호평동차고지
- 165, 97, 10-5, 1000, M2323, M2352, 땡큐10, 1100

## 같이 보기
- 평내호평
- 평내동
- 남양주시